# Associazione Sportiva Bari 1965-1966
Questa pagina raccoglie le informazioni riguardanti l'Associazione Sportiva Bari nelle competizioni ufficiali della stagione 1965-1966.

## Rosa
| N. |                   | Ruolo | Calciatore                |
| -- | ----------------- | ----- | ------------------------- |
|    | Italia (bandiera) | D     | Alcide Baccari            |
|    | Italia (bandiera) | C     | Nicola Bovari             |
|    | Italia (bandiera) | C     | Antonio Buccione          |
|    | Italia (bandiera) | D     | Vittorio Calvani          |
|    | Italia (bandiera) | D     | Mario Cantarelli          |
|    | Italia (bandiera) | C     | Angelo Carrano (capitano) |
|    | Italia (bandiera) | C     | Biagio Catalano           |
|    | Italia (bandiera) | A     | Bruno Cicogna             |
|    | Italia (bandiera) | A     | Agostino De Nardi         |
|    | Italia (bandiera) | A     | Franco Galletti           |
|    | Italia (bandiera) | D     | Alberto Gambi             |

| N. |                    | Ruolo | Calciatore          |
| -- | ------------------ | ----- | ------------------- |
|    | Italia (bandiera)  | C     | Luigi Giannini      |
|    | Italia (bandiera)  | D     | Pasquale Loseto     |
|    | Italia (bandiera)  | D     | Ettore Micheletti   |
|    | Italia (bandiera)  | A     | Bartolomeo Pinto    |
|    | Italia (bandiera)  | D     | Alberto Pizzi       |
|    | Italia (bandiera)  | P     | Emanuele Quadrello  |
|    | Italia (bandiera)  | A     | Gianni Rossi (I)    |
|    | Italia (bandiera)  | P     | Giuseppe Rossi (II) |
|    | Brasile (bandiera) | A     | Bruno Siciliano     |
|    | Italia (bandiera)  | A     | Giancarlo Tannoia   |